# 12820 Robinwilliams
12820 Robinwilliams (1996 JN6) là một tiểu hành tinh vành đai chính được phát hiện ngày 11 tháng 5 năm 1996 bởi Spacewatch ở Kitt Peak. Nó được đặt theo tên của American actor Robin Williams.